# Kleopátra tűje

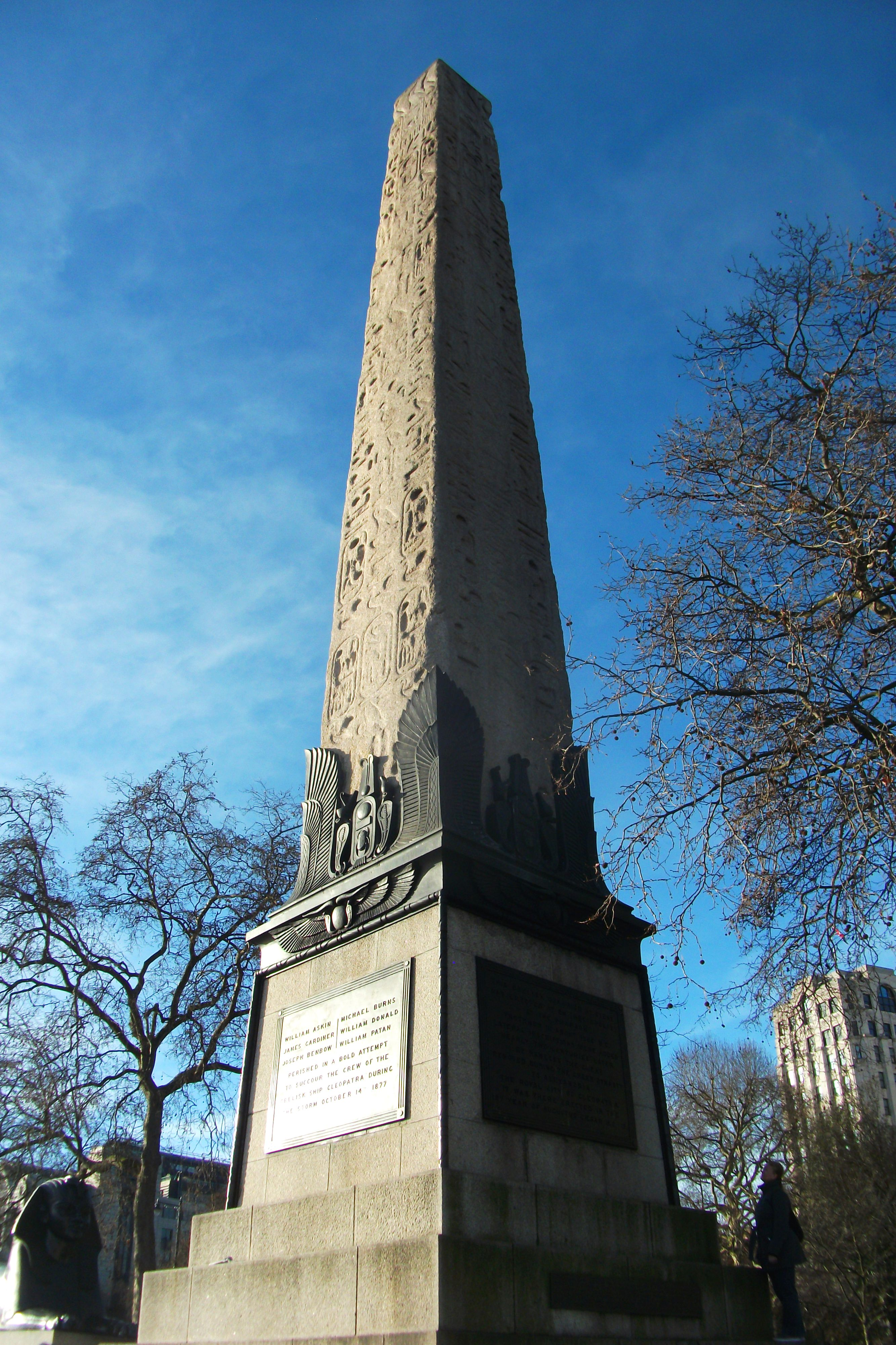
A Cleopatra’s Needle London legrégibb építészeti emléke amit emberi kéz alkotott. Közel 3 500 éves. (2016)

A Kleopátra tűje (angolul: Cleopatra’s Needle, franciául: L'aiguille de Cléopâtre) két óegyiptomi obeliszk népszerű elnevezése, amelyet a 19. század folyamán Londonban és New Yorkban állítottak újra. A londoni és New York-i obeliszkek egymásnak párjai, ugyanis eredetileg a Kairótól északra található héliopoliszi Nap-templom bejáratát díszítették. Becenevüket egy névcsere folytán kapták, amihez nincs köze VII. Kleopátra királynőnek, hiszen ezek az obeliszkek több mint ezer évvel idősebbek, mint amikor ő uralkodott. A londoni és New York-i „tűk”, a XVII. dinasztia idején élő III. Thotmesz fáraó megbízásából készültek i. e. 1450 körül.

## A néveredet
„Kleopátra tűjének” nincs közvetlen kapcsolata az ókori Egyiptomi Kleopátra királynők egyikéhez sem, hiszen már I. Kleopátra uralkodásakor is több mint ezeréves volt mindhárom obeliszk. Az elnevezés az 1870-es években, az obeliszk Londonba szállításának tervezésekor keletkezett becenév. Amikor az angoloknak igen nagy bonyodalmak árán sikerült megoldaniuk a kőoszlop szállítását, egy speciális, szivar alakú vas hengert készítettek (átmérője 4,6 méter, hossza 28 méter volt), amit tervezője John Dixon „Cleopatra”-nak nevezett el. A „tűt”, azaz a felbecsülhetetlen értékű óegyiptomi kincset ebbe a különleges szerkezetbe csúsztatták bele (innen a név: Kleopátra tűje). Az uszályt egy Olga nevű hajó vontatta Londonig. A becenév, a londoni után a New York-ira is ráragadt.

## Története

### A héliopoliszi obeliszkek

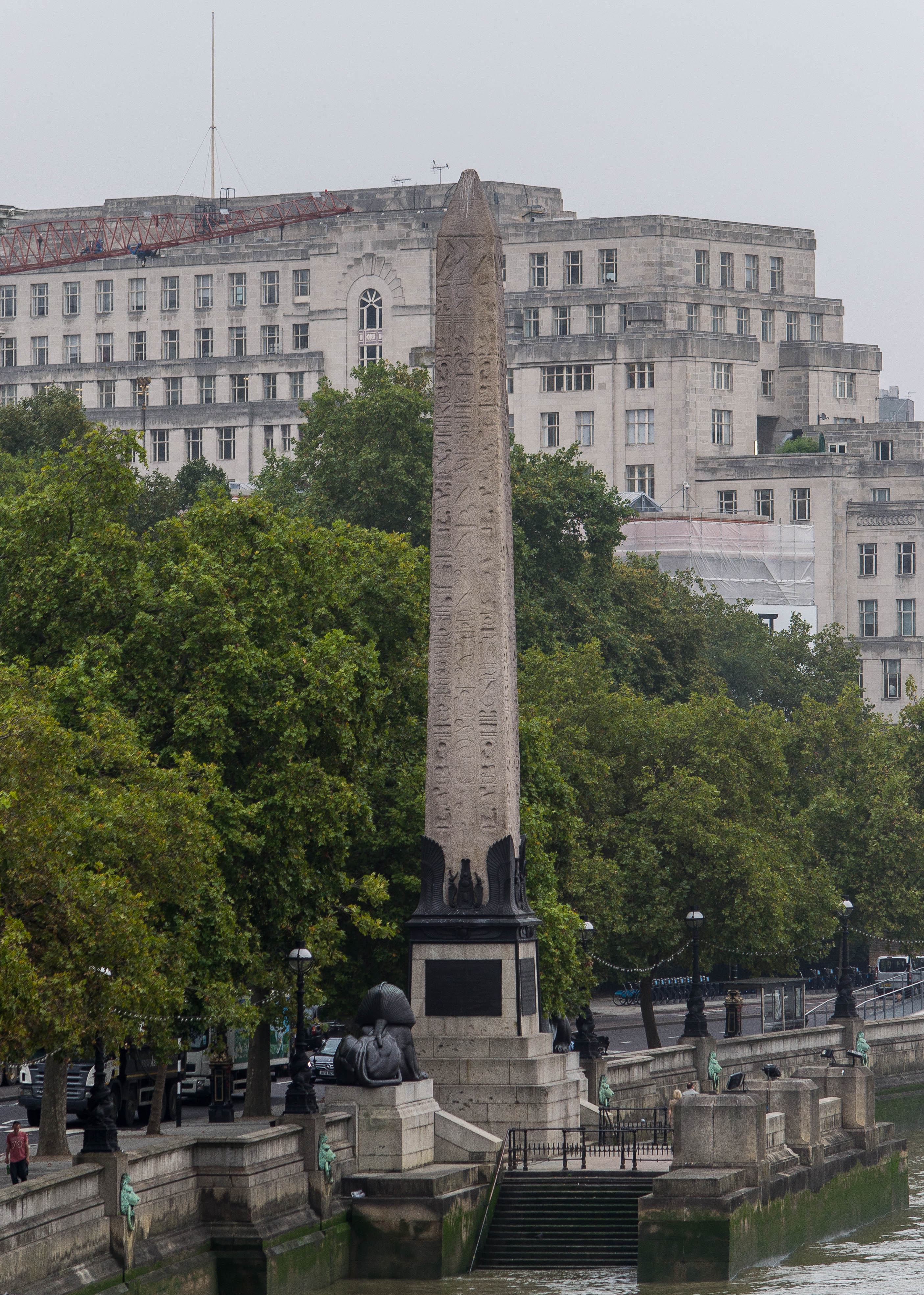
A Cleopatra’s Needle Londonban, a Temze partján

Az obeliszkek alapanyaga vörösgránit, amely a Nílus első katarakta bejáratához közeli Asszuán kőbányájából származik. A monolitikus (egy tömbből kifaragott) kőoszlopokat, eredetileg I.e.1450 táján III. Thotmesz fáraó emeltette, Egyiptom egyik legősibb városában Héliopoliszban, ahol a Nap-templom bejáratát díszítették. Akkor még nem voltak rajta hieroglifák, azok kb. 200 évvel később, II. Ramszesz uralkodása alatt kerültek rá, katonai győzelmeinek dicsőítésére. A két obeliszk sorsa nagyon hányatott volt. 1500 éven át Heliopoliszban álltak, majd az Egyiptomot ért perzsa hódítások idején ledöntötték és évszázadokon keresztül a Nílus sós iszapjában hevert. I. e. 16-ban Augustus római császár rendeletére átszállították az alexandriai Caesarium-ba, a Kleopátra által – Antonius tiszteletére - építtetett templom elé. Kleopátra i.e.30-ban meghalt és ekkor a két obeliszket tengerparti palotájának kapujához szállították. Ezen a helyen álltak az obeliszkek újabb 1500 évig, miközben Kleopátra palotája lassan rommá lett. 1303-ban, nagyobb földrengés rázta meg Alexandriát, melynek következtében az egyik obeliszk kidőlt.

### A londoni tű
A londoni Kleopátra tűje City of Westminster kerület Victoria Embankment sétányán áll, a Temze partján. Az Egyesült Királyságban található obeliszkek közül ez a legismertebb.
A ledőlt heliopoliszi obeliszket, Egyiptom és Szudán alkirálya, az albán születésű Muhammad Ali Pasa ajándékozta a Nagy-Britanniának 1819-ben.

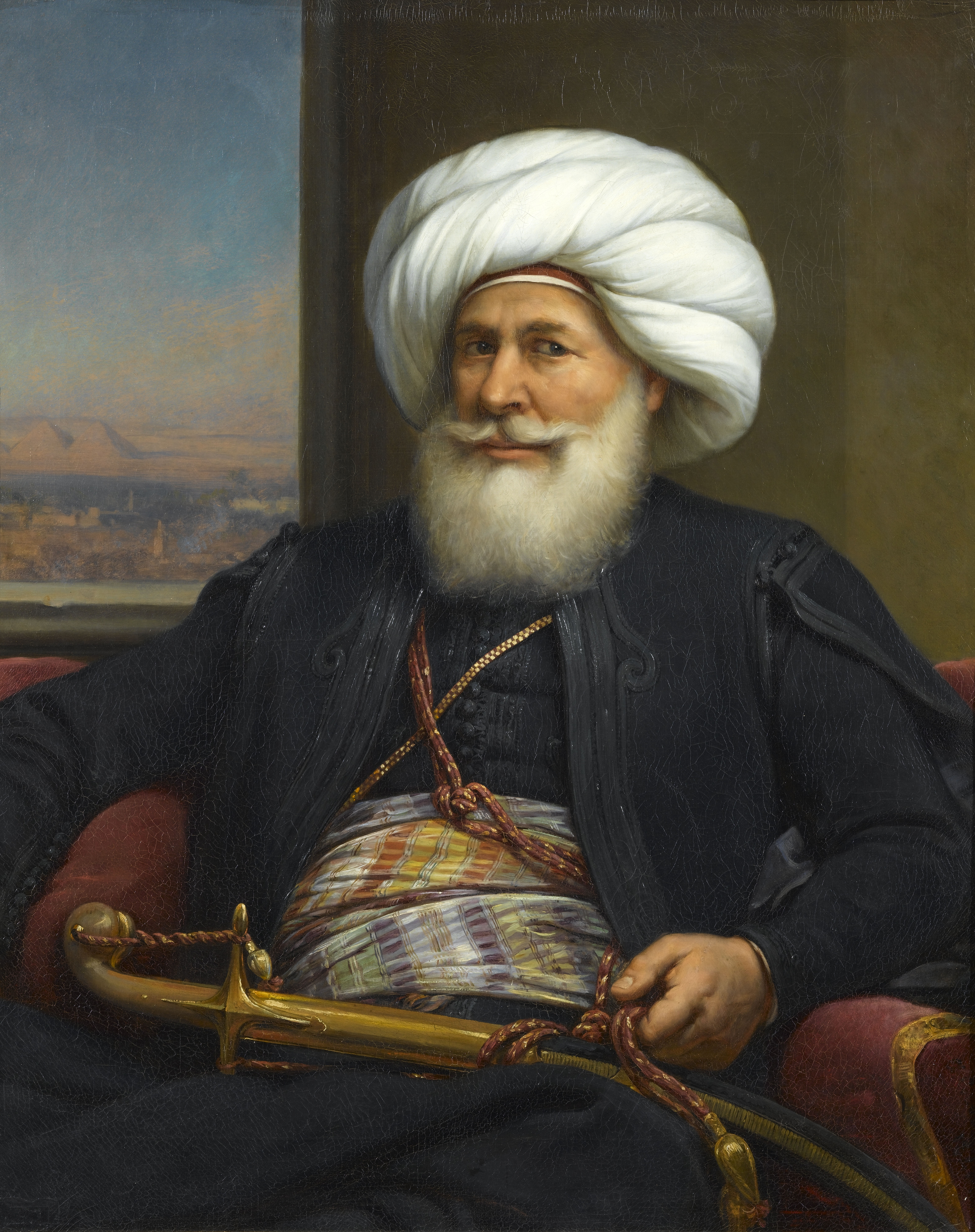
Muhammad Ali Pasa a hálás alkirály

Ennek előzménye, hogy az 1798-ban lezajlott nílusi csatában Nelson admirális legyőzte Napóleon seregét, 1801-ben pedig Alexandria mellett, Ralph Abercromby mért vereséget a franciákra. A britek győzelmével végződő két tengeri ütközet emlékére, a hálás alkirály ajándékként kínálta fel az értékes kincset, de mivel a hadsereg nélkülözte az erőforrásokat, így az obeliszk még további hatvan évig ott feküdt a sivatag homokjában.
1867-ben komoly veszélybe került, ugyanis egy Giovanni Demetrio nevű görög kereskedő építkezés céljából felvásárolta a földterületet. Mivel elmozdítani nem tudta volna, építőanyagként akarta felhasználni. Kleopátra tűje James Edward Alexander tábornoknak köszönhette megmenekülését, aki elszállította az obeliszket a területről. Londonba szállításának pénzügyi és technikai nehézségei miatt 1877-ig Alexandriában maradt, amikor egy igen lovagias mecénás bizonyos Sir William James Erasmus Wilson (angol sebész és bőrgyógyász) finanszírozta a jelentős, 10 000 fontos szállítási költséget.

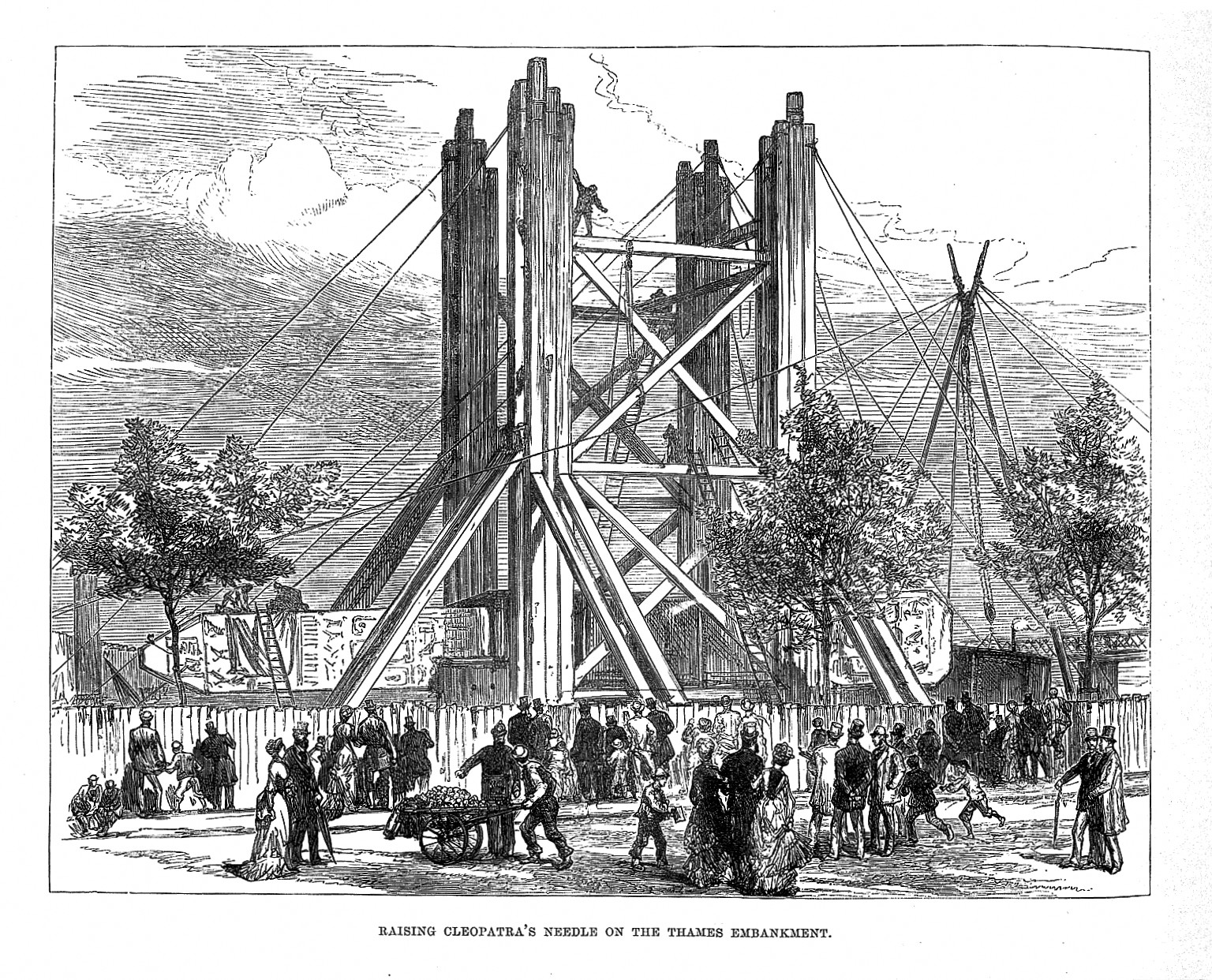
A londoni Cleopatra’s Needle felállításáról készült egykori illusztráció

A 186 tonnás kőoszlop szállításához egy különleges, henger alakú uszályt terveztek. A Booth kapitány által irányított Olga nevű hajó húzta a speciális pontonhajóra helyezett kincset Londonba. Útját azonban tragédia kísérte. A hajó 1877. október 14-én a Vizcayai-öbölben viharba került, és a Cleopátrának nevezett hajó majdnem eltűnt a mélyben, értékes rakományával együtt. Az Olgáról mentőcsónakkal önként segítségére siető hat matróz a viharban sajnos vízbe fúlt (a hajósok nevét a talapzaton található emléktábla őrzi). Végül a süllyedő hajóra felfigyelt egy Fitzmaurice nevű hajó legénysége és nagy nehézségek árán sikerült bevontatni a spanyolországi Ferrol kikötőjébe. Itt kijavították a sérült részeket, így továbbhajózhatott a cél felé. Bár az obeliszk csaknem a tengerbe süllyedt, végül sok viszontagság után, 1878. január 21-én befutott a londoni kikötőbe, ahol a nép nagy ovációval fogadta. 1878. szeptember 12-én helyezték az 5 méter magas szürke gránit talapzatra. Az obeliszk lábánál heverő két bronz szphinx – amely a hagyományos egyiptomi szphinxek viktoriánus változata – is ekkoriban készült el George John Vulliamy angol építész műhelyében. Az obeliszk alapjának négy oldalán a „tű” útjának rövid történetét olvashatjuk.

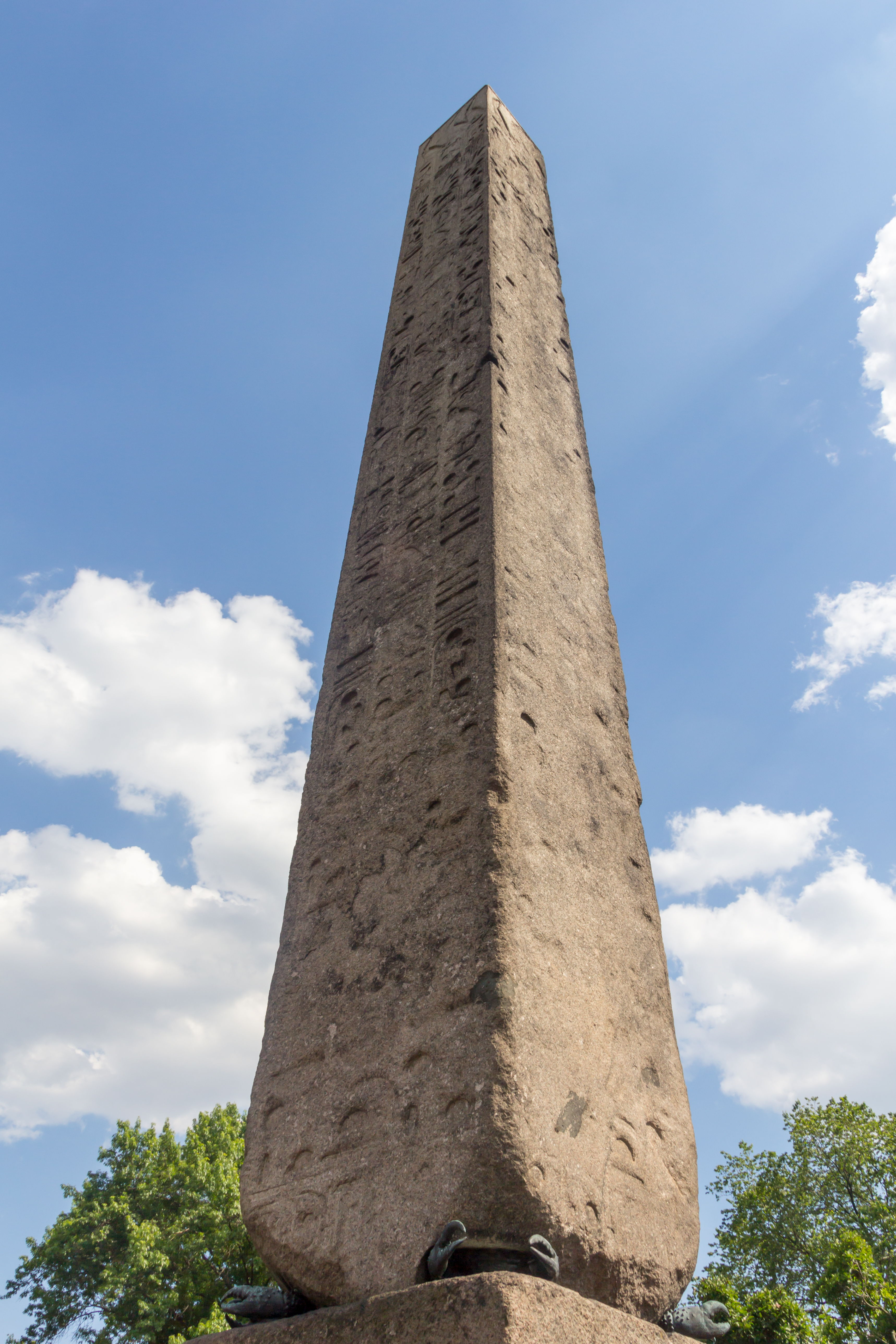
Kleopátra tűje a Central Parkban

### A New York-i tű
A New York-i obeliszk párja a londoninak, melyet az egyiptomi alkirály, Ismail khedive ajándékozott az Egyesült Államoknak a kölcsönös barátság megerősítése végett. A 3000 éves, 20 méter magas, rózsaszín gránitból készült obeliszket 1881-ben állították fel a Central Parkban, annak a Metropolitan Múzeum mögötti részén.
Az ötlet egy New York-i obeliszk beszerzéséről, egy 1877-es újságcikk kapcsán született, amiben épp a Londonba szállított darabról cikkeztek. A New York-iak úgy gondolták, ha Párizsnak és Londonnak van egy-egy obeliszkje, akkor nekik miért ne lehetne? Az alexandriai földrengéseknek is ellenállt másik heliopoliszi obeliszk szállítása nem volt egyszerű feladat. A 224 tonnás kőoszlopot először függőleges helyzetből vízszintesbe kellett helyezni sérülés nélkül, majd egy teherhajóhoz vontatni. Az SS Dessoug gőzhajó kapta a feladatot, hogy óvja a több ezer kilométeres úton az Atlanti-óceánon. 1880. június 12-én indult el vele Egyiptomból, gyomrában a súlyos teherrel. A több hetes út után, a Hudson folyó partjáról harminckét párba fogott ló vontatta el a Central Parkba. A felállítására 1881. február 22-én került sor. Az eseményt hatalmas ceremónia kísérte és több tízezren voltak rá kíváncsiak.

## Érdekességek
- III.Tuthmószisz legalább hét obeliszket állított fel: ötöt Thébában, kettőt pedig Helipoliszban. Ezekből négy maradt ránk, de egyik sincs az eredeti helyén.[2]
- A Kleopátra tűje mindkét világvárosban a legrégibb ember alkotta szabadtéri műtárgy.[9]

### Londoni obeliszk
- Bár az obeliszket 2005-ben restaurálták, de az első világháború idején, 1917. szeptember 4-én német bomba becsapódás okozta sérüléseket, mementóképpen nem javították ki.[5][3]

### New York-i obeliszk
- Egy időkapszulát helyeztek a New York-i obeliszk alá, ami tartalmazza az 1870-es amerikai népszámlálási adatokat, a Bibliát, a Webster szótárat, Shakespeare összes művét, egy egyiptomi útikönyvet és az amerikai függetlenségi nyilatkozat egy másolatát.[1]
- Az eltelt évszázad sajnos nem tett jót az egykor Egyiptom sivatagi homokját élvező kőmonstrumnak. 2010-ben Záhi Havássz egyiptológus nyílt levelet intézett a "Central Park Felügyelőség" és a New York-i polgármester felé, amiben kifejtette, amennyiben nem hajlandók érdemi erőfeszítéseket tenni a kőoszlop megmentéséért, azonnal szolgáltassák vissza megóvása érdekében. 2011-ben az egyiptomi kormány is hasonló tartalmú levelekkel fenyegette a város vezetését: ha nem fordítanak kellő figyelmet a 3500 éves obeliszkre, akkor visszavennék azt, hiszen rendkívül rossz állapotban van. Sajnos az egyiptomiak aggodalma nem alaptalan. A Metropolitan Múzeum azonban egy 1980-as tanulmányára hivatkozva – amiben elemezték az oszlopon található feliratokat, és megállapították, az obeliszk nem a közelmúltban, hanem sok száz évvel ezelőtt sérült meg – visszautasították a kérést.[1]

## Az obeliszkek adatainak összehasonlító táblázata
| Helyszín | Felállításának ideje | Magassága | Tömege |
| -------- | -------------------- | --------- | ------ |
| London   | 1878. szeptember 12. | 20,88 m   | 186 t  |
| New York | 1881. február 22.    | 21,21 m   | 224 t  |

## Képgaléria

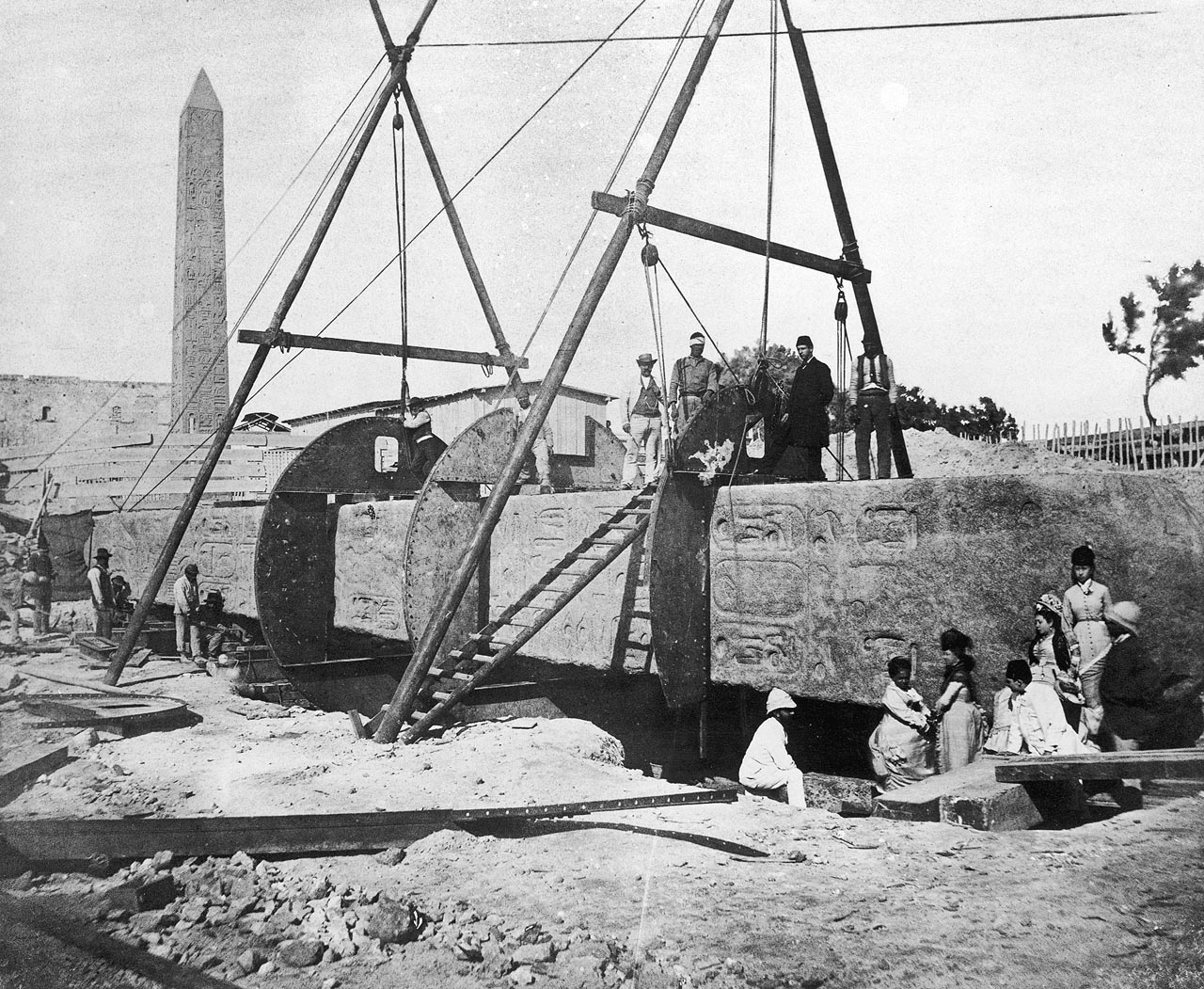
A Kleopátra tűje szállítása Londonba (1877)
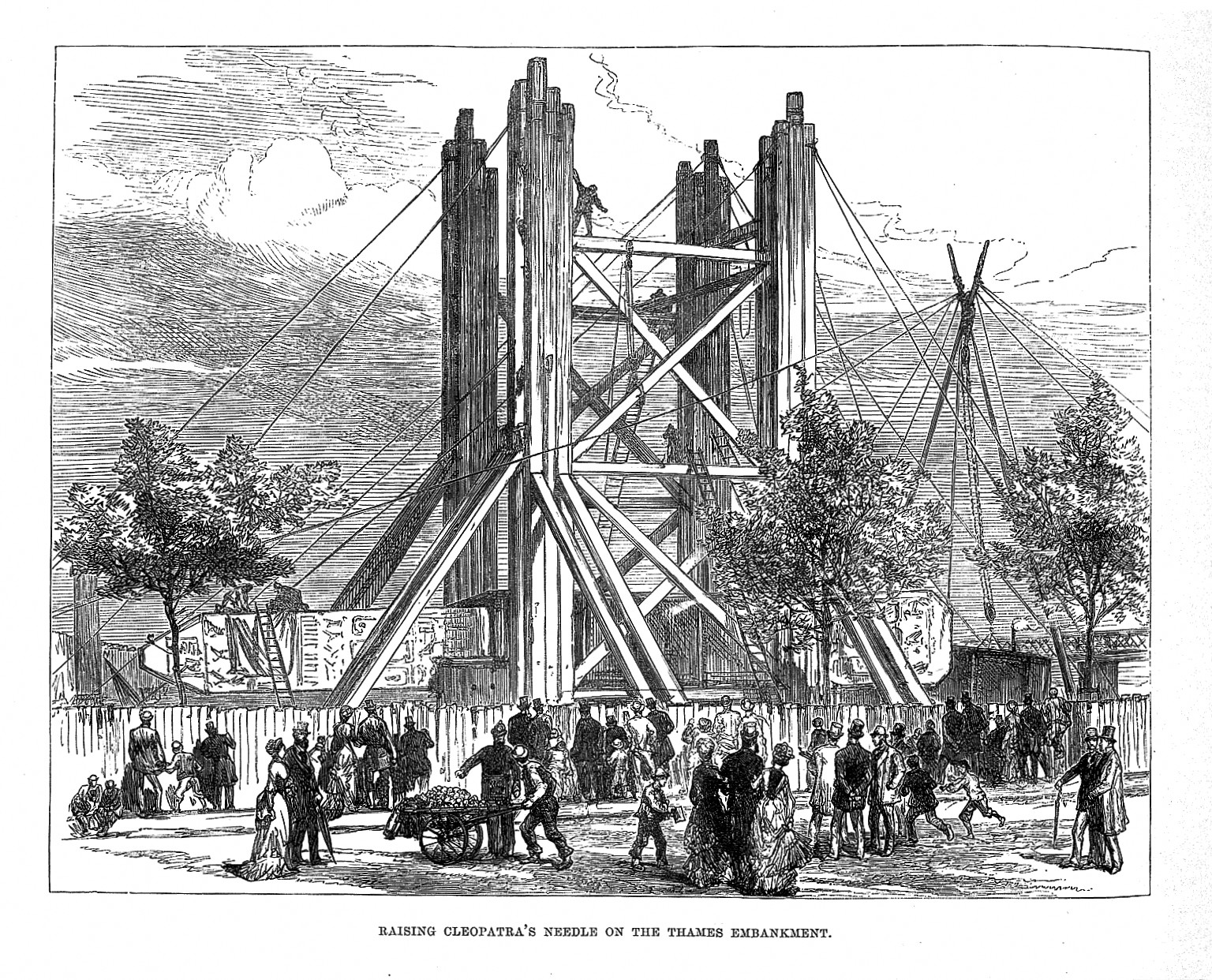
A  Kleopátra tűje  a Temze partján
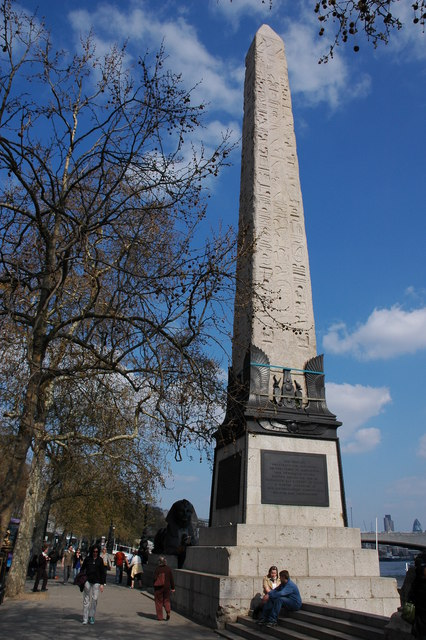
A  Cleopatra’s Needle  Londonban (2007)
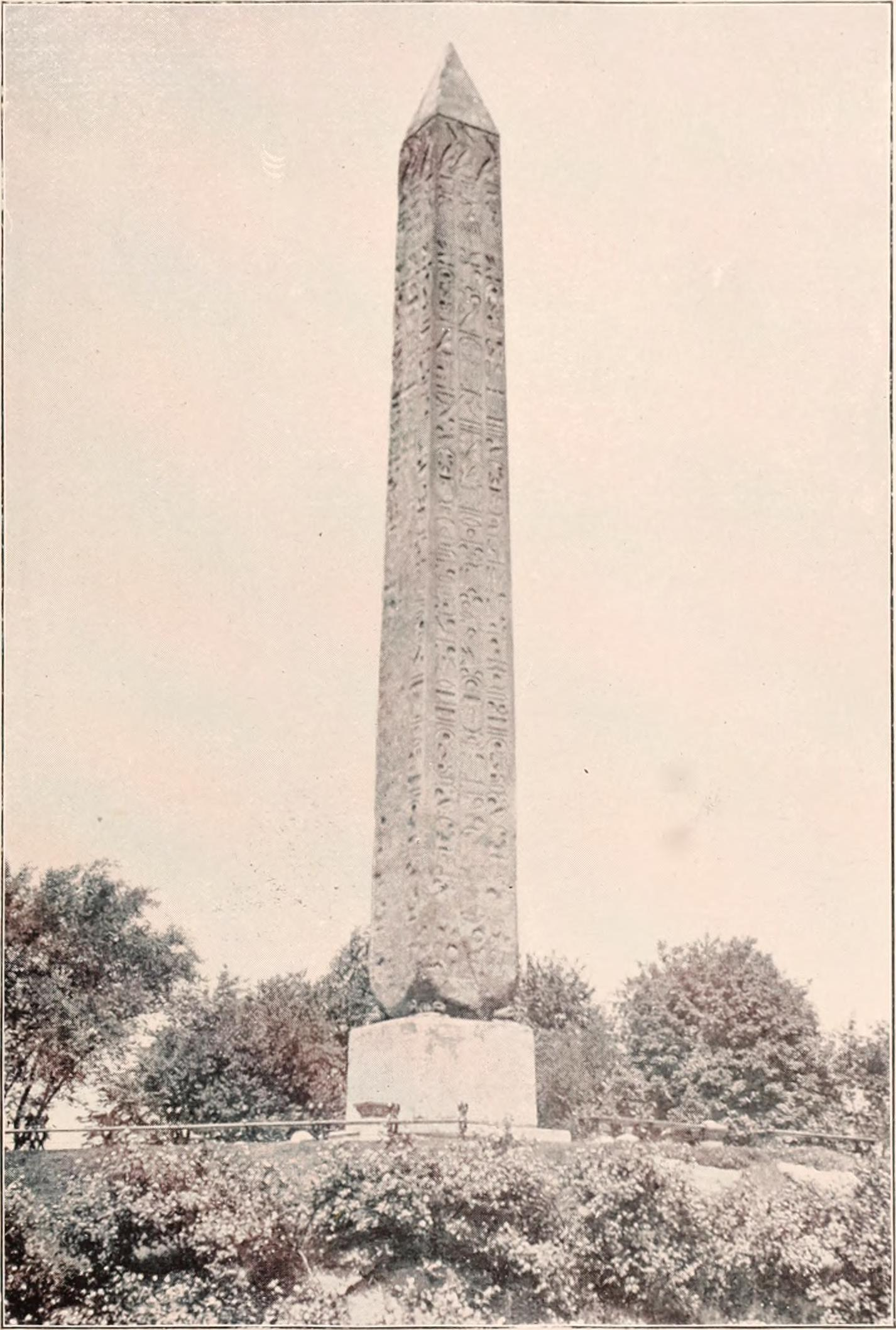
Cleopatra’s Needle (New York, Central Park) (1893)
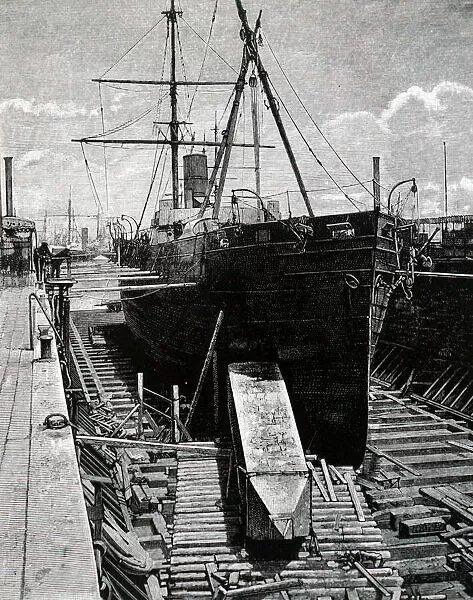
A Kleopátra tűje elhelyezése a Steamship gőzhajóba 1880 körül (New York, Central Park) (1908)
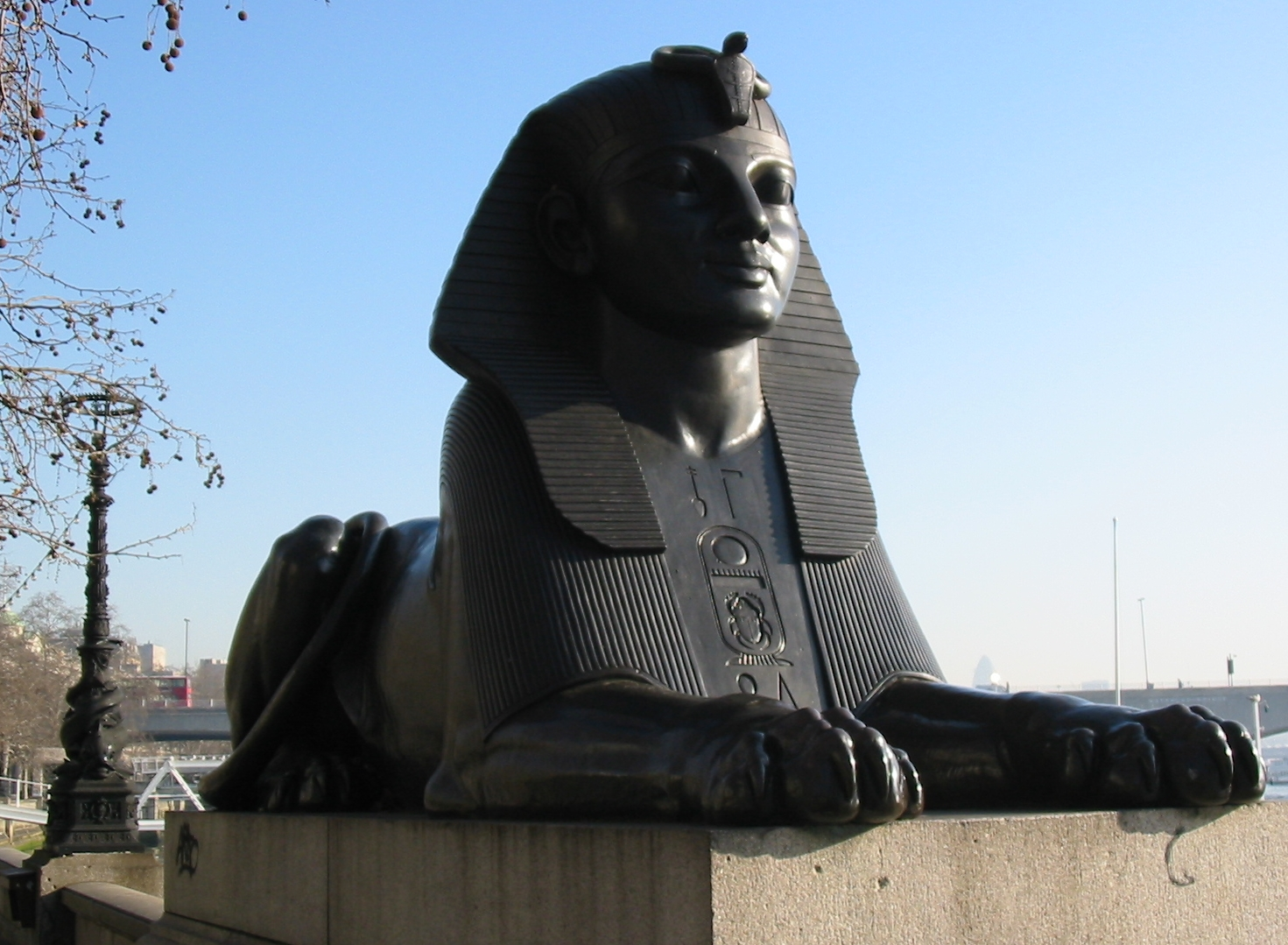
A Kleopátra tűjét néző egyik szfinx Londonban (2008)
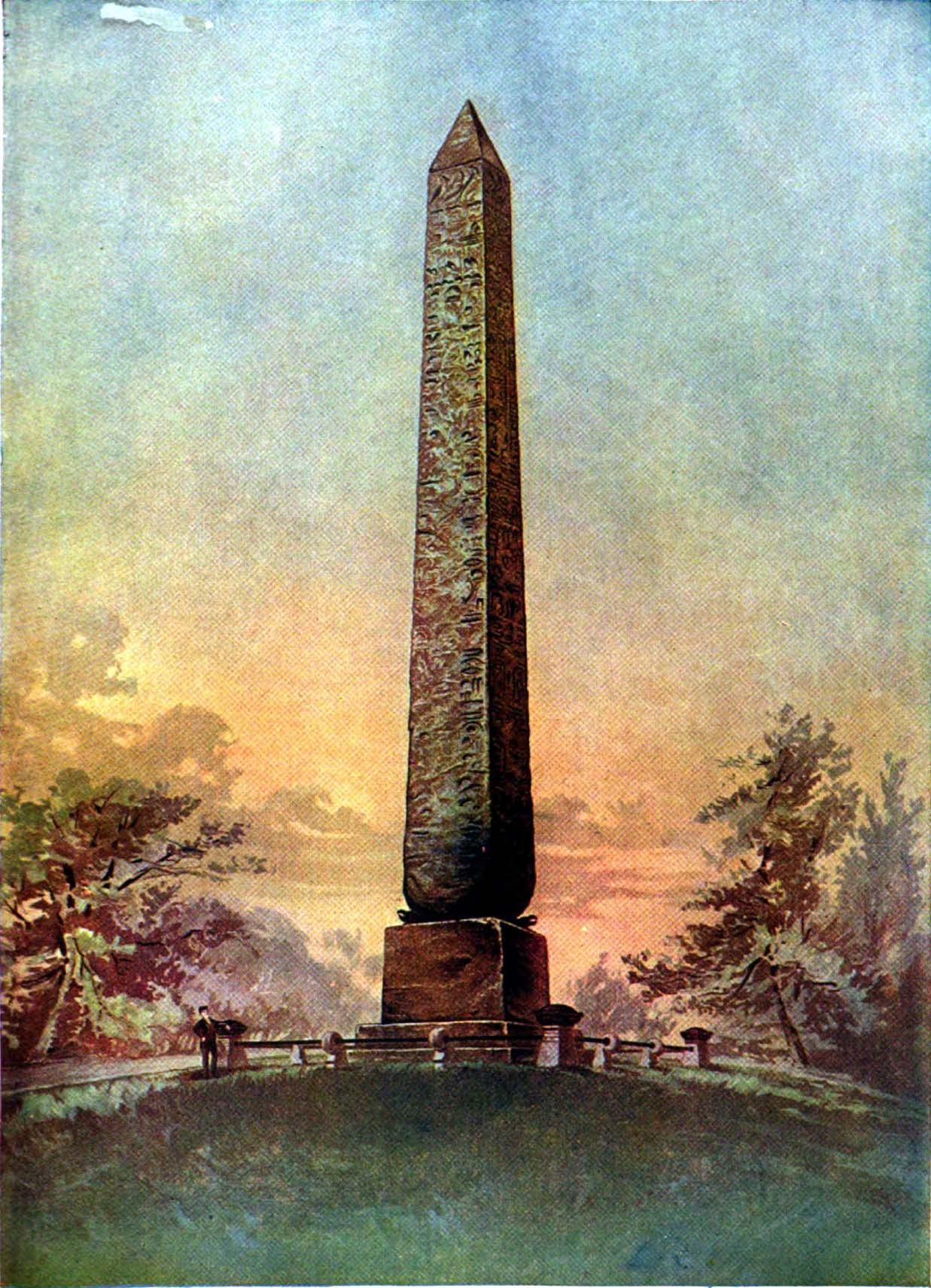
Cleopatra’s Needle (New York, Central Park) (1920)
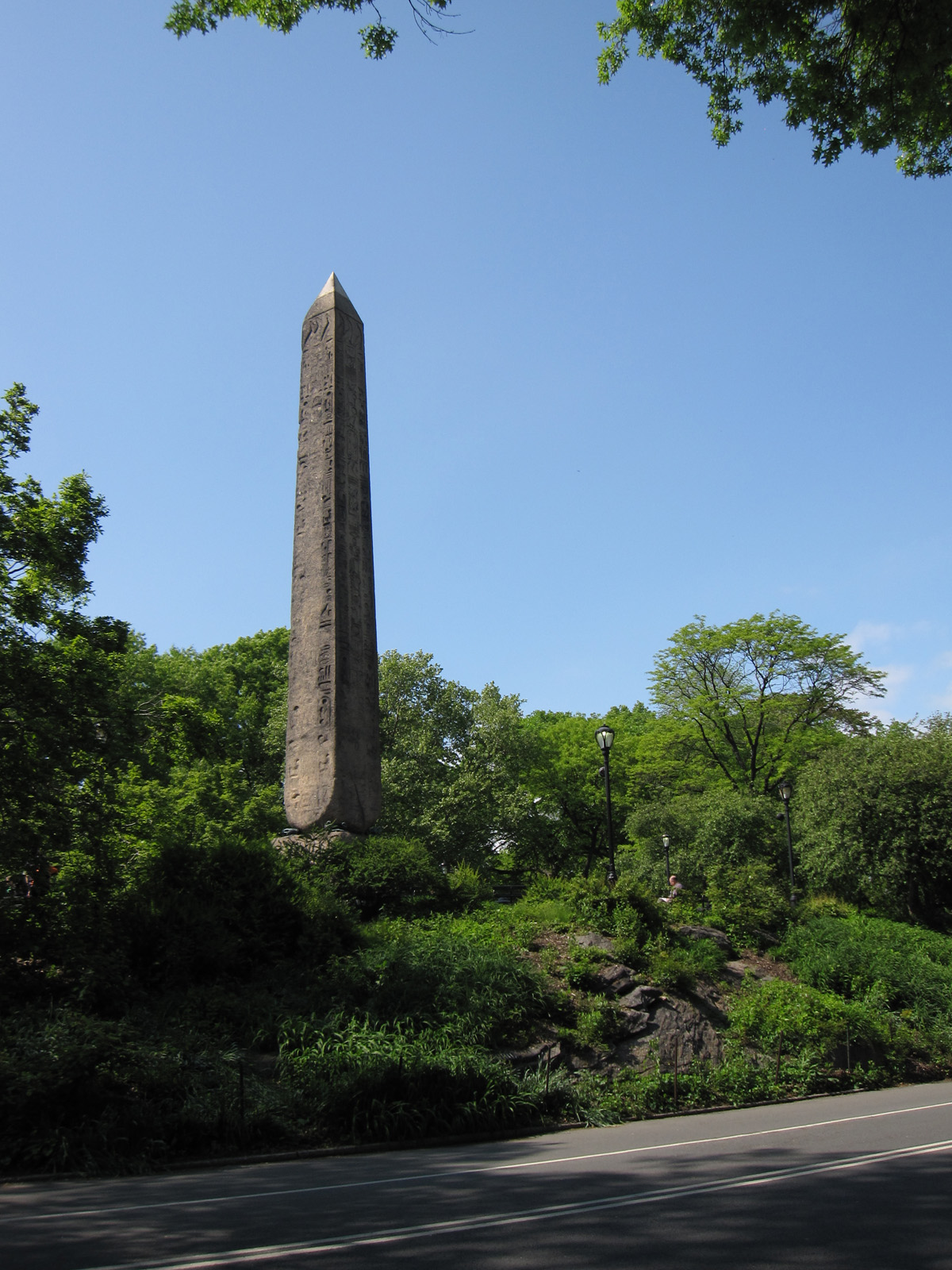
Cleopatra’s Needle (New York, Central Park) (2012)

## Fordítás
Ez a szócikk részben vagy egészben  a   Cleopatra’s Needle című angol Wikipédia-szócikk fordításán alapul.  Az eredeti cikk szerkesztőit annak laptörténete sorolja fel. Ez a jelzés csupán a megfogalmazás eredetét és a szerzői jogokat jelzi, nem szolgál a cikkben szereplő információk forrásmegjelöléseként.